# Parc d'État Kachemak Bay
Le parc d'État Kachemak Bay et le Kachemak Bay Wilderness Park couvrent une superficie de 1 600 km² dans et autour de la baie de Kachemak, en Alaska . Le parc d'État de Kachemak Bay a été le premier parc d'État désigné par la loi dans le système des parcs d'État de l'Alaska. Le parc de nature sauvage de la baie de Kachemak est le seul parc de nature sauvage désigné par la loi.

## Description
Il n’y a pas d’accès routier dans la plupart des zones du parc; les visiteurs arrivent habituellement par avion ou se rendent en bateau depuis Homer. La baie de Kachemak est considérée comme une zone d'habitat essentiel en raison de la biodiversité de la région.  La faune du parc comprend des mammifères marins tels que les loutres de mer, les lions de mer et les baleines, les grands mammifères terrestres tels que l'orignal et l'ours noir, ainsi que de nombreux oiseaux marins et terrestres. Le terrain se compose de plages de sable et de rochers, de forêts de montagne denses et, plus haut, de glaciers et de champs de glace. En raison des conditions difficiles et des conditions météorologiques imprévisibles sur la côte, il est conseillé aux visiteurs de se préparer aux vents soudains, à la pluie ou aux tempêtes de neige à tout moment de l’année, en particulier à des altitudes plus élevées, et de déposer un plan de voyage auprès des rangers. Le parc est principalement constitué de terres sauvages, bien qu'il existe quelques cabanes et terrains de camping semi-aménagés. La station de gardes forestiers est située dans la lagune de Halibut Cove. La région de la baie de Kachemak était infestée de dendroctones de l'épinette à la fin des années 90 et des milliers d'hectares d'arbres morts se dressent toujours dans le parc.  Il y a eu au moins un feu de forêt, le feu Mile 17, qui a brûlé des zones d'épinettes mortes sur des terres du parc.

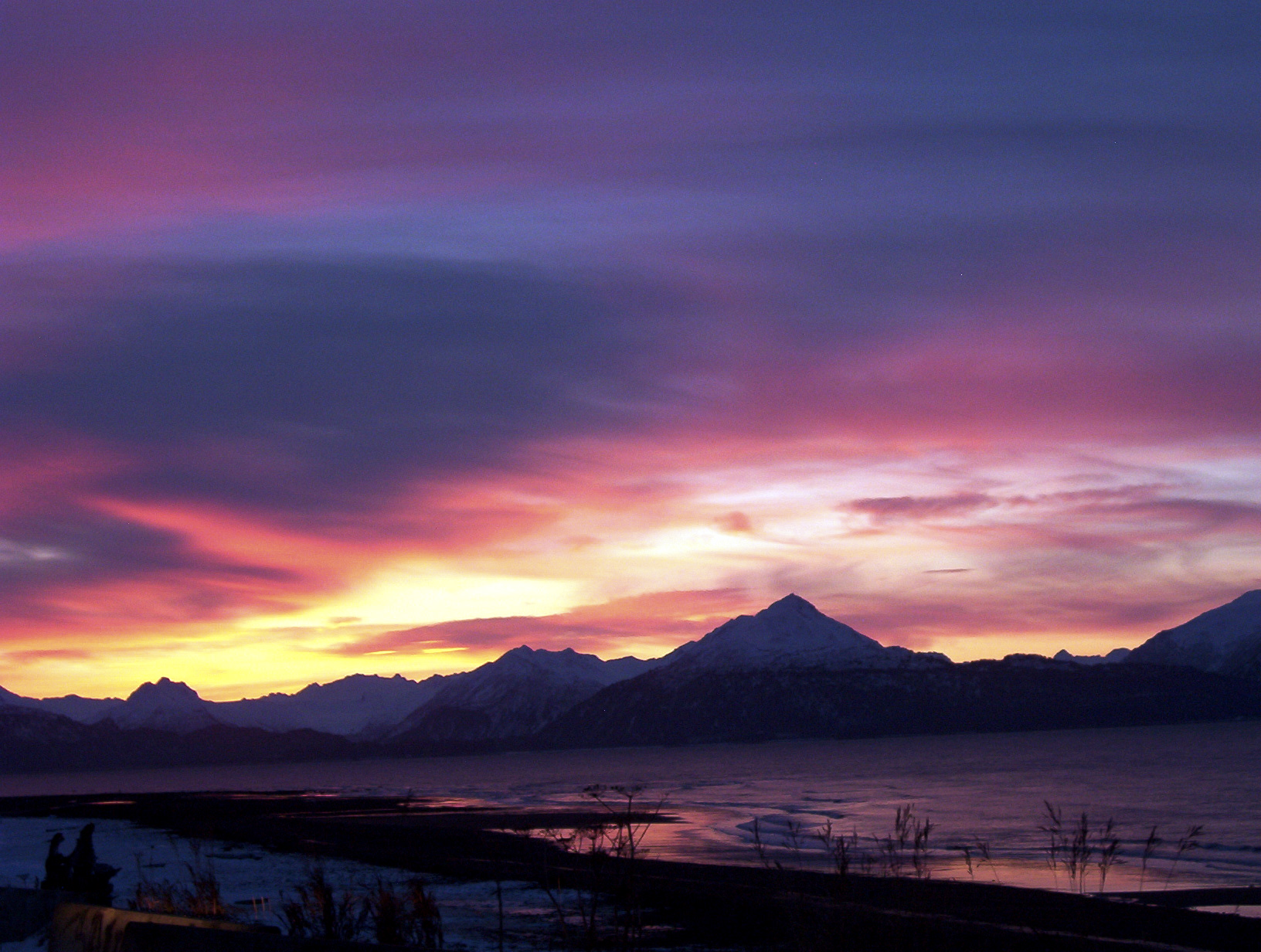
Kachemak Bay au lever du soleil
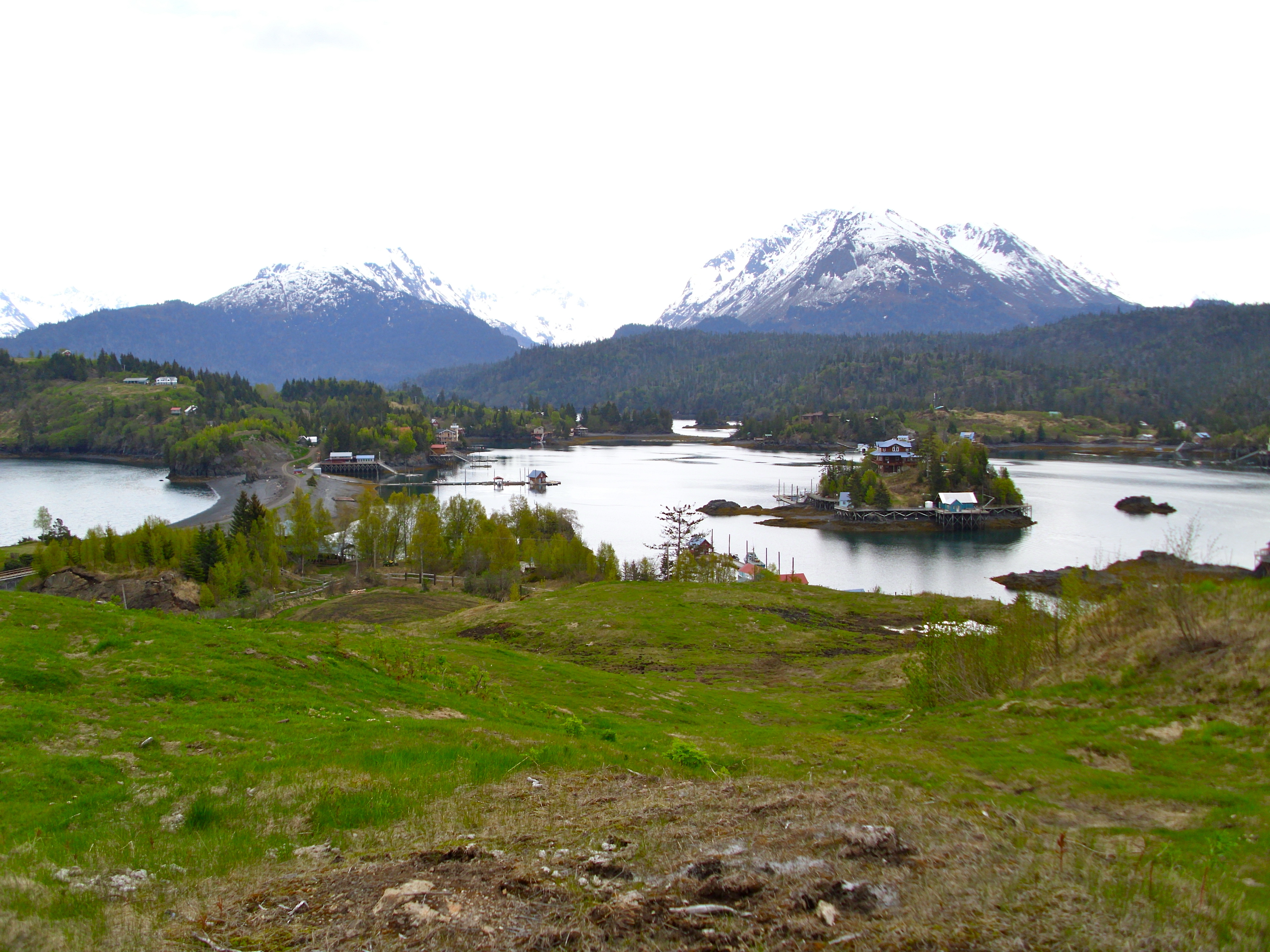
Halibut Cove est l'un des principaux points d'accès au parc.